# Sierra de la Culebra
La Sierra de la Culebra és una serralada d'uns 65 km de longitud, ramal sud-oriental de la Sierra Segundera, situada 7 km al sud de Puebla de Sanabria. El seu extrem occidental es prolonga amb la Sierra de la Gamoneda (o Sierra de Carpurias), una branca del sistema de la Sierra de la Cabrera.

## Situació

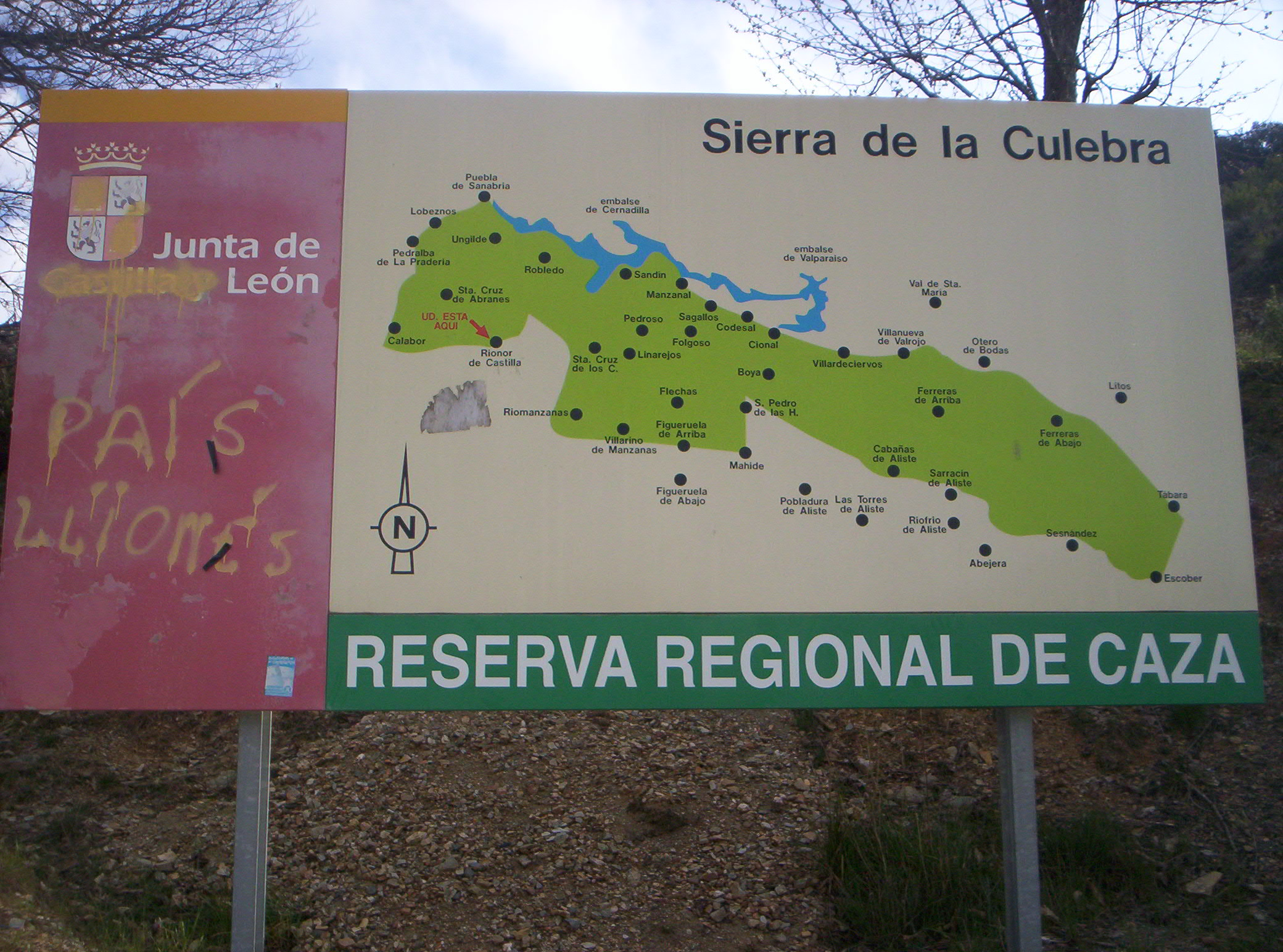
Mapa de la reserva a Rihonor de Castilla.

S'estén per les comarques castellanes d'Aliste, Sanabria i La Carballeda (Província de Zamora) i el nord-est de Portugal.
La serra inclou el termes municipals de Ferreras de Abajo, Ferreras de Arriba, Ferreruela de Tábara, Figueruela de Arriba, Mahíde, Manzanal de Arriba, Otero de Bodas, Pedralba de la Pradería, Puebla de Sanabria, Riofrío de Aliste, Sesnández de Tábara, Tábara, Villardeciervos (prov. de Zamora) i Guadramil i Rio de Onor (Districte de Bragança).

## Particularitats
La Sierra de la Culebra presenta una orientació O-E, el cim més alt és Peña Mira (1243 m); altres cims importants són Miño Cuevo, a Ferreras de Arriba (1.211 m) i Campanario.
És una serralada de forma regular i perfil suau amb boscos de moderada densitat. Al llarg de les carenes de la serralada hi ha formacions rocalloses d'aspecte original.
La zona occidental de la serra forma una frontera natural amb Portugal (Alt Trás-os-Montes). Molts dels pobles de la zona de la Sierra de la Culebra, que estava ja prou deshabitada, han perdut població en les darreres dècades.
Entre els rius que neixen a la Sierra de la Culebra, cal mencionar el Castro, Tera, Tuella, Sabor i el Maçãs (Manzanas).

## Ecologia
Al segle xviii tota la Sierra de la Culebra estava coberta de boscos primigenis formats de castanyers i roures a on vivien fins i tot els ossos. Aquests boscos autóctons es varen desforestar principalment a causa de l'ació humana sobre el territori.

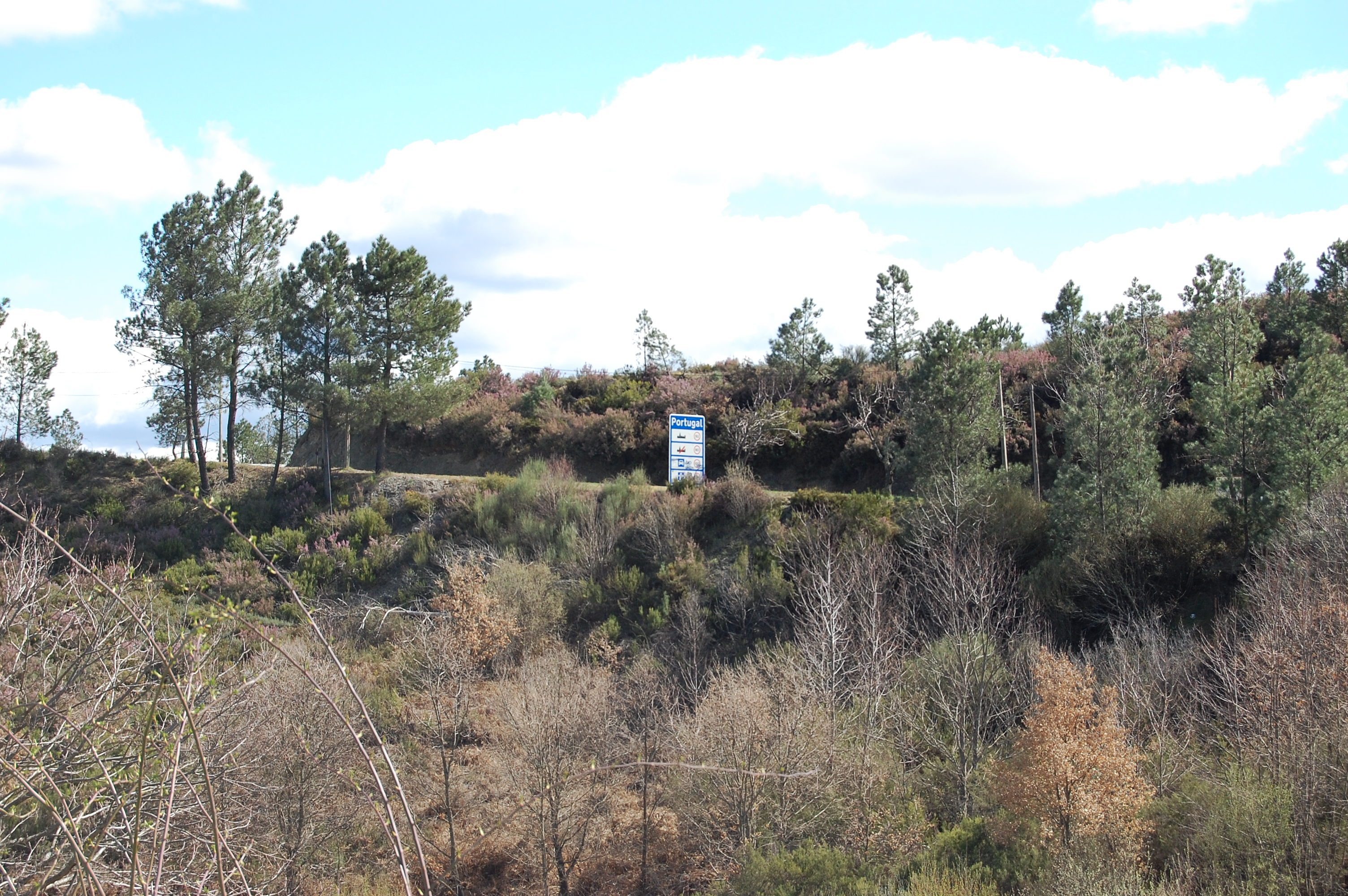
La frontera entre Espanya i Portugal a la carretera que travessa la Sierra de la Culebra al sud de Puebla de Sanabria

### Flora
Actualment els vessants de la serralada es troben coberts de pins i només roman qualque zona molt reduïda de roure i alzinar, aquestes darreres conegudes localment com carracas o carrapitos. Aquests boscos ocassionalment pateixen incendis forestals, especialment durant els temps de sequera extremada a l'estiu.
No fa gaire temps hom trobava oms la vora dels nuclis de població, malauradament aquests han desaparegut en temps recents exterminats per la grafiosi.
Els matollars més comuns de les zones baixes de la serralada estan compostos principalment d'estepa, ginesta d'escombres, espígol i bruc.

### Fauna
La Reserva de Caça de la Sierra de la Culebra inclou tota la contrada espanyola d'aquesta serra i el Parc Natural de Montesinho el sector del sud-oest, que pertany a Portugal.
És el lloc de la península Ibèrica on el llop encara és relativament abundant. Segons el cens del 1980, la Sierra de la Culebra és la zona que major densitat de llops de tota l'Europa occidental.
Hi ha una certa quantitat de llops que els caçadors poden matar cada any a la reserva, però molts més s'eliminen il·legalment.
Són comuns també a la Sierra de la Culebra el gat fer, el cabirol, el cérvol roig, el porc senglar i el voltor comú.
Sembla que aquesta serralada va rebre el nom que duu (Serra de la Colobra) a causa de l'abundància de serps als seus vessants. Són particularment comunes la colobra llisa i l'escurçó ibèric.